# Territorial-Museum
Das Territorial-Museum ist ein Museum für Heimat- und Stadtgeschichte in Babenhausen, Kleinstadt im Landkreis Darmstadt-Dieburg in der Region Starkenburg (Südhessen). Das im Jahr 2014 eingerichtete Museum ist in einem von zwei aus dem 16. Jahrhundert stammenden Fachwerkhäusern untergebracht, die unter Denkmalschutz des Landes Hessen stehen.

## Bauwerk
Der ehemalige Hof der Familie Geiling von Altheim (auch: Gaylingsches Amtshaus) besteht aus zwei giebelständigen Fachwerkhäusern auf einem massiven Erdgeschoss. Die beiden Gebäude sind durch eine steinerne, rundbogige Einfahrt mit einer Handpforte verbunden.

### Haus Nr. 30

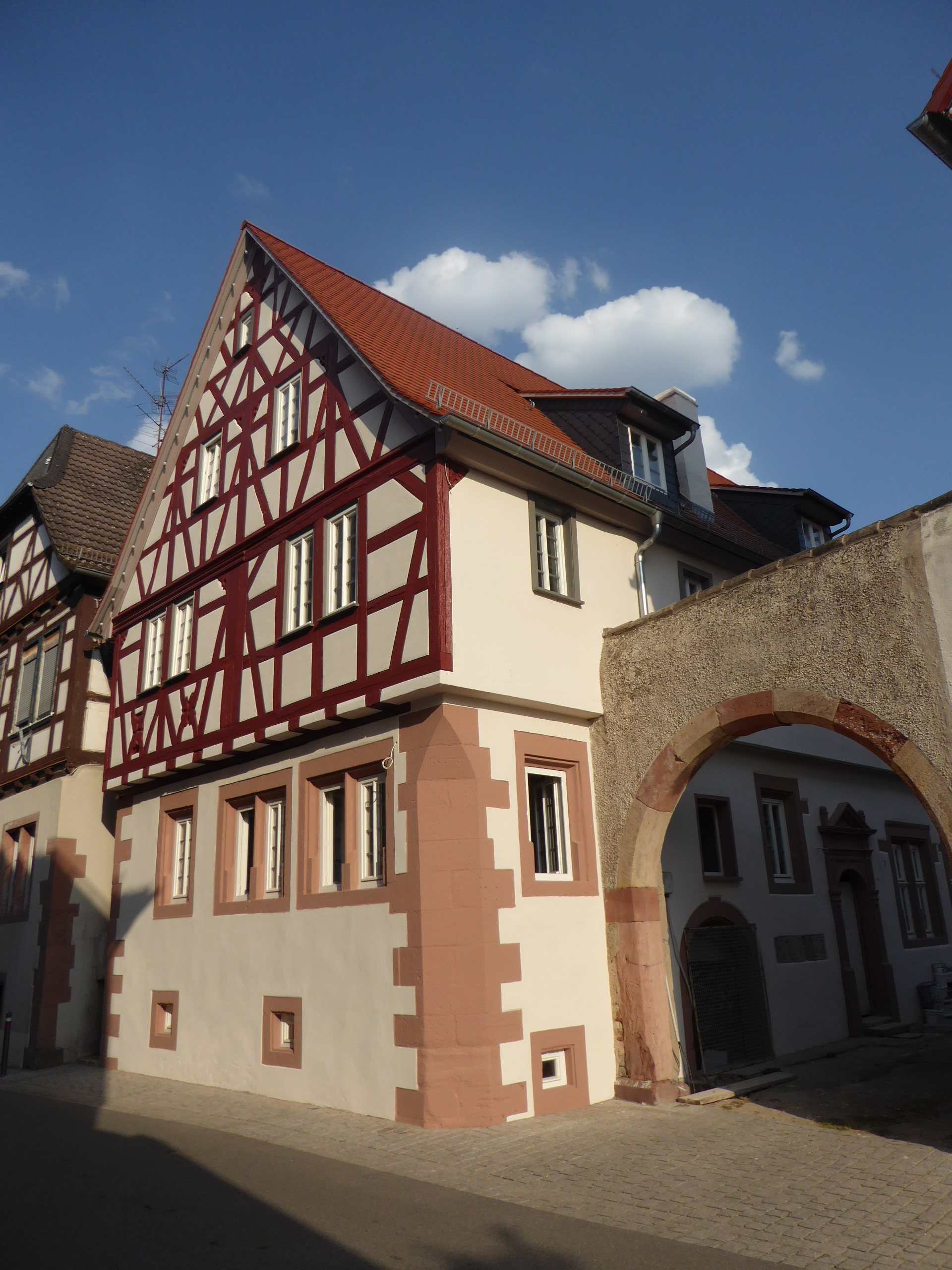
Haus Nr. 30

Das Fachwerkhaus (Amtsgasse 30) besitzt unter der Verschalung ein schönes Fachwerk mit Wilden Männern und geschwungenen Zangen in den Brüstungsfeldern. Die hofseitige Tür besitzt eine Renaissancefassung mit Pilastern und Dreiecksgiebel.
Im Inneren des Gebäudes gibt es eine schöne Wendeltreppe in einem offenen Gehäuse. Eine Datierung (1578) befindet sich an der schrägen Ecke des Untergeschosses. Dieses Haus ist in Privatbesitz und wird als Hotel genutzt.

### Haus Nr. 32
Das Fachwerkhaus (Amtsgasse 32) besitzt ein ähnliches Fachwerk wie das Haus Nr. 30. An der Ostseite des Gebäudes befindet sich der Stumpf eines Treppenturmes, der halbkreisförmig aus der Fassade hervortritt. Datierungen befinden sich auf einem Eckquader (1555), dem Kellereingang (1575) und im Scheitel des Torbogens (1556). In diesem Haus befindet sich das Museum.

### Denkmalschutz
Das Anwesen ist in seiner Gesamtheit wegen der baukünstlerischen Qualität und seiner stadtgeschichtlichen Bedeutung ein Kulturdenkmal. Das Gebäudeensemble wurde mit dem „Hessischen Denkmalpreis“  und dem „Deutschen Fachwerkpreis“  ausgezeichnet.

## Museum
Das Museum wurde im März 2014 eröffnet, es dokumentiert die Stadtgeschichte von Babenhausen und wird sukzessive ausgebaut.
Auf ca. 300 Quadratmeter Ausstellungsfläche – verteilt über drei Etagen – werden Ausschnitte aus ca. 5.000 Jahren Babenhäuser Stadtgeschichte – von der Vor- und Frühzeit bis in das 20. Jahrhundert – gezeigt.
Getragen wird das Territorial-Museum von der Stadt Babenhausen, der Stiftung Amtsgasse 32 und dem Heimat- und Geschichtsverein Babenhausen.